# Microsoft Flight
Microsoft Flight is een vliegsimulatiespel ontwikkeld door Microsoft Game Studios Vancouver dat in augustus 2010 aangekondigd werd. Men dacht eerst dat het de bedoeling was om de langlopende Microsoft Flight Simulator-reeks te vervangen. Later bleek het echter een apart product te worden. Het simulatiespel is gratis (free-to-play) te verkrijgen sinds 29 februari 2012 en kan tegen betaling worden uitgebereid met extra content, vliegtuigen en landschappen.

## Vliegtuigen
In Microsoft Flight zijn de volgende vliegtuigen beschikbaar (sommige moeten eerst aangeschaft worden via Games for Windows - Live):
- Icon A5 - In de gratis versie beschikbaar
- Boeing-Stearman Model 75 - Gratis indien men een account heeft of aanmaakt voor Games for Windows - Live
- Maule M-7 - Verkrijgbaar voor 1200 Microsoftpunten
- North American P-51 Mustang - Verkrijgbaar voor 640 Microsoftpunten

## Systeemeisen
De volgende systeemeisen zijn door Microsoft gepubliceerd.
Minimum:
- CPU: Dual Core 2.0 GHz
- GPU: 256 MB grafische kaart met shader 3.0 (DX 9.0c compatible)
- HD: 10 GB harddiskruimte
- OS: WinXP SP3
- RAM: 2.0 GB

Aanbevolen:
- CPU: Dual Core 3.0 GHz
- GPU: 1024 MB ATI Radeon HD 5670, NVIDIA 1024 MB GeForce 9800 GT of gelijkwaardig
- HD: 30 GB harddiskruimte
- OS: Windows 7 SP1 64-bit
- RAM: 6.0 GB